# 大久保剛志
大久保剛志（Goshi Okubo，1986年6月14日—）是日本的職業足球運動員，司職前鋒，現效力於泰國超級足球聯賽曼谷玻璃。